# The Athenaid: a Poem

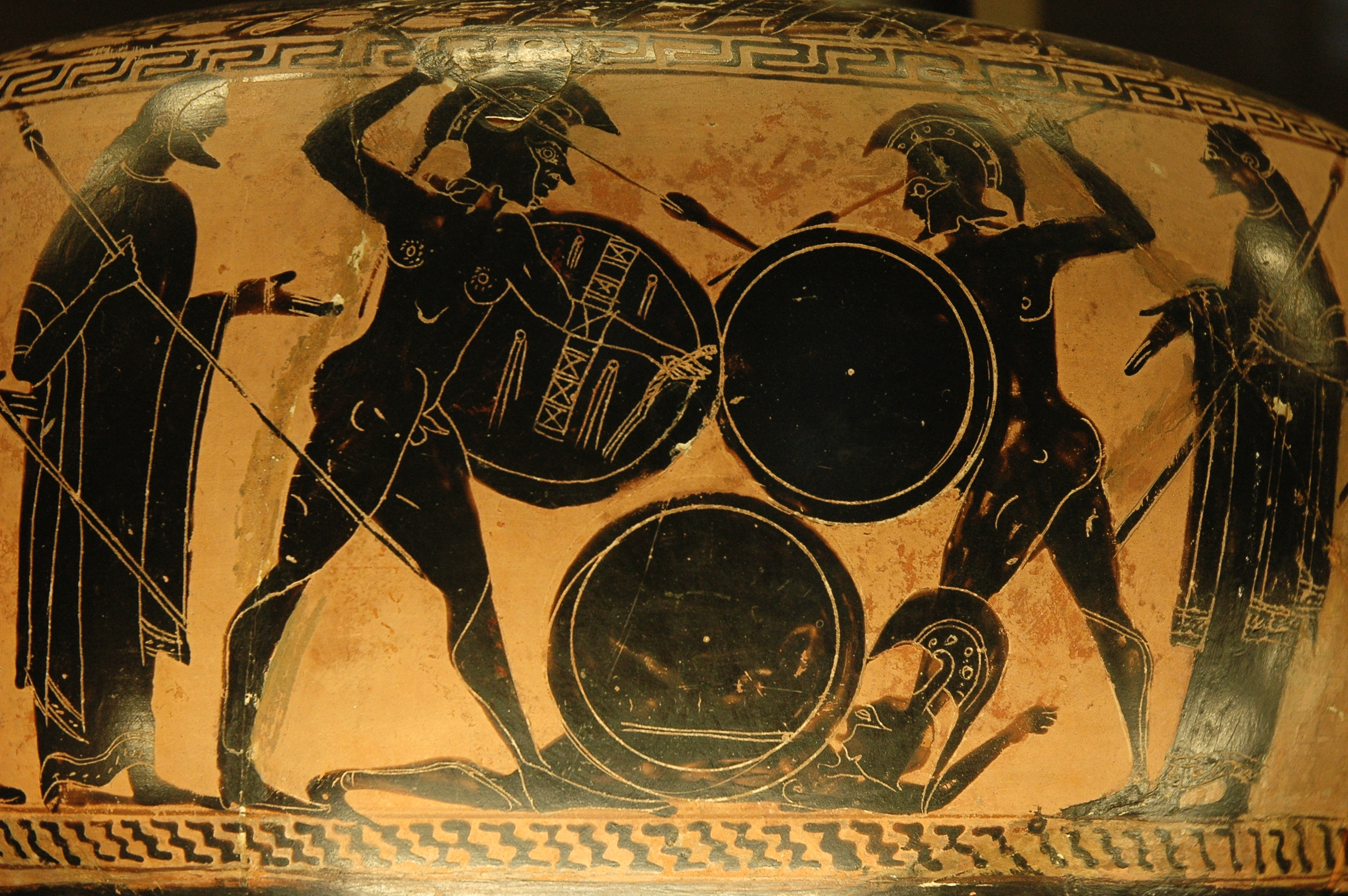
Walka hoplitów na wazie czarnofigurowej

The Athenaid: a Poem – epos osiemnastowiecznego angielskiego poety Richarda Glovera, opublikowany w latach 1787-1788. Stanowi on dalszy ciąg eposu Leonidas. Składa się z trzydziestu ksiąg. Opowiada o wojnach Greków z Persami. Jest napisany wierszem białym. 
The Persians vanquish'd, greece from bondage sav'd,
The Death of great Leonidas aveng'd
By Attic virtue — celebrate O Muse!
Dzieło nie cieszyło się uznaniem krytyki. Poematowi zarzucano, że jest "nie do czytania". Epos został zrecenzowany w The Retrospective Review, and Historical and Antiquarian Magazine.